# 스나가와시
스나가와시(일본어: 砂川市)는 일본 홋카이도 소라치 종합진흥국 관내에 있는 시이다.
예전에는 석탄 산업으로 번창했고, 현재는 시내에 과자가게가 많아 ‘스나가와 스위트 로드’로 홍보하고 있다. 시명의 유래는 아이누어의 ‘오타·우시·나이’(オタ・ウシ・ナイ, 모래사장에 붙어 있는 강)을 의역한 것인데, 덧붙여 이것을 음역한 지명이 ‘우타시나이’이다. 녹화에 힘을 써 시민 한 명당 도시공원 면적은 일본에서 가장 넓다(2006년 3월 기준으로 189제곱킬로미터).

## 지리
소라치 종합진흥국 관내 중부, 이시카리강과 소라치강의 합류 지점 남쪽에 위치한다.

## 역사
- 1890년 - 나에촌이 설치되었다.
- 1897년 - 일부를 우타시나이촌(현 우타시나이시·아시베쓰시·아카비라시)으로 분리했다.
- 1903년 - 나에촌에서 스나가와촌으로 개칭했다.
- 1923년 - 정으로 승격해 스나가와정이 되었다.
- 1944년 - 스나가와정 남부가 나이에정으로 분리되었다.
- 1949년 - 스나가와정 동부가 가미스나가와정으로 분리되었다.
- 1958년 - 시로 승격해 스나가와시가 되었다.

## 교통

### 철도
- 홋카이도 여객철도 하코다테 본선

### 도로
- 도오 자동차도
- 국도 12호선